# Wheeler (musikalbum)
Albumet Wheeler är gruppen Wheelers debutalbum. Inspelat under 2010 i Music-A-Matic och producerat och mixat av Robin Rudén, mastrad av Henryk Lipp.
Det släpptes den 18 maj 2011 på Kill City Productions och distribueras av Plugged Music Distribution.

## Låtlista
| 1. | Allt för dig    | 3:50 |
| 2. | Catch           | 3:42 |
| 3. | Allt det du bär | 3:45 |
| 4. | Älskat          | 2:38 |
| 5. | Drömmar         | 5:18 |
| 6. | Den bäste       | 2:43 |
| 7. | Förstod du mig? | 2:04 |
| 8. | Tala            | 4:03 |